# Oleg Lotov
Oleg Sergeyevïç Lotov (in kazako Олег Сергеевич Лотов?, in russo Олег Сергеевич Лотов?, Oleg Sergeevič Lotov; 21 novembre 1975) è un ex calciatore kazako, di ruolo difensore.